# 福音交友会
福音交友会（ふくいんこうゆうかい、Japan Gospel Fellowship）は大阪府堺市に本部を持つプロテスタント福音派の団体。日本福音同盟に加盟している。略称として「FKK」と呼ぶことも多い。泉州、京都、奈良、和歌山に教会を持ち、教会は全て地名+聖書教会と云う名前を持つ。なお、マキキ聖城教会と交流が在る。

## 沿革
- 1946年 戦前の美濃ミッションの宣教師であったE.バーワ、A.パフ、本山ジュリア春江（マキキ聖城教会）らがアメリカのフィラデルフィアでジャパン・ゴスペル・フェローシップを結成した。
- 1947年4月 バーワ宣教師が来日、福音交友会を設立した。「京都から和歌山まで」というビジョンを掲げて宣教をした。本山宣教師が来日する。
- 1948年 パフ宣教師が来日する。
- 1961年 - 1966年 福音交友会聖書学院が設けられる。
- 1973年 従来の信仰告白を訂正・整備し、穏健カルヴィニズムの立場に立つことにした。
- 1997年 福音交友会設立50周年を迎えた。

## 特色
- 女性の働きが認められている。
- 福音的伝道的である。
- 教会政治は会衆政治を基本にしている。各教会の自活、自立を重んじ、教団政治をとらない。

## 関連する著名な人物
- 大和昌平
- 遠藤正一
- 遠藤良太